# Schutzbrücke

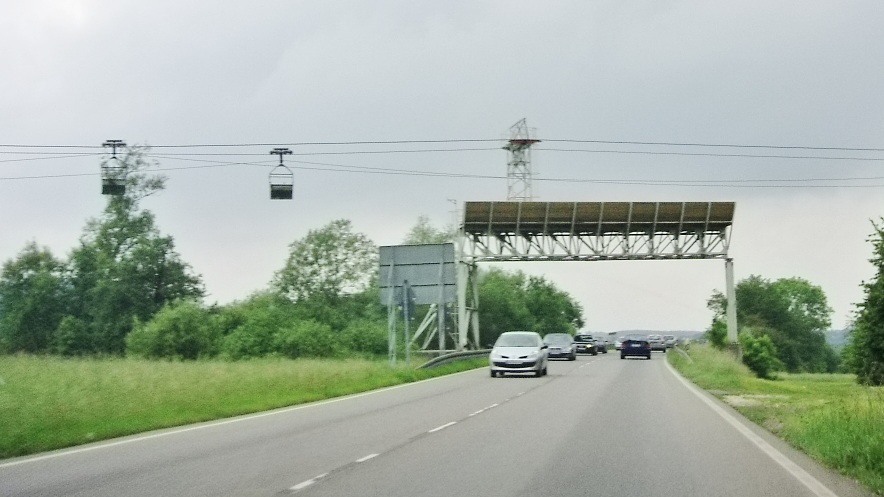
Schutzbrücke über die B 27 für die Materialseilbahn Dotternhausen–Plettenberg

Eine Schutzbrücke ist eine brückenartige Konstruktion unterhalb einer Luftseilbahn oder einer Freileitung bei der Überquerung eines Verkehrsweges. Sie soll sicherstellen, dass im Fall einer Havarie kein Seil oder transportiertes Material auf den Verkehrsweg fällt und Folgeunfälle verursacht.
In Deutschland war es bis Mitte der 1920er Jahre üblich, unter Freileitungen, die Straßen oder Bahnlinien überqueren, Schutzbrücken zu errichten. Einige dieser Konstruktionen sind heute noch in Schlesien erhalten. In Skandinavien findet man noch gelegentlich Schutzbrücken unter Freileitungen.
Wo Luftseilbahnen oberhalb von Straßen, Bahnen oder Freileitungen verlaufen, werden auch in Deutschland heute noch Schutzbrücken errichtet. Anders geformte Schutzbauten wie bei der Materialseilbahn Grundlsee erfüllen dieselbe Funktion wie eine Schutzbrücke.

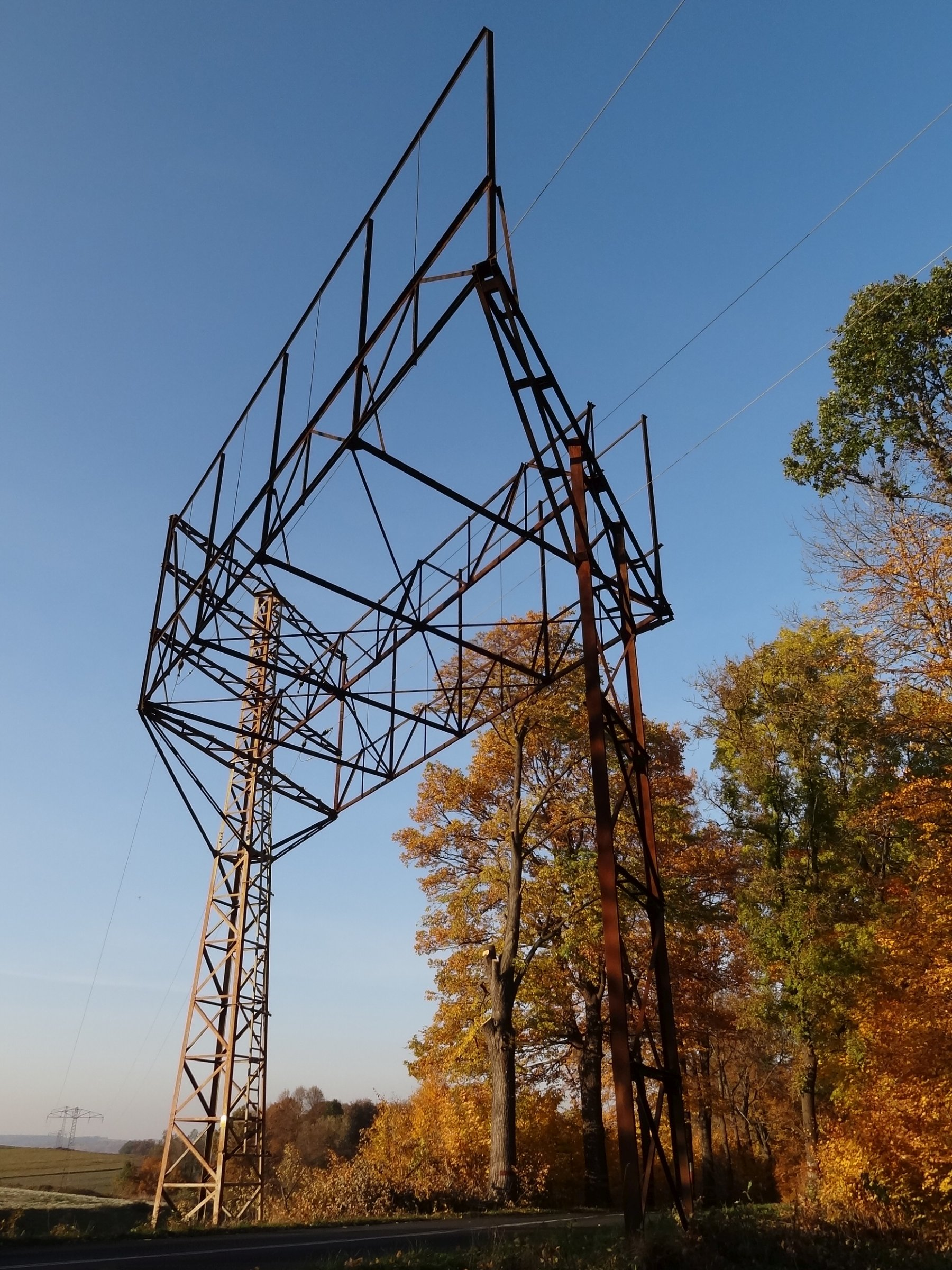
Schutzbrücke der 80-kV-Reichsbahnleitung in Schlesien
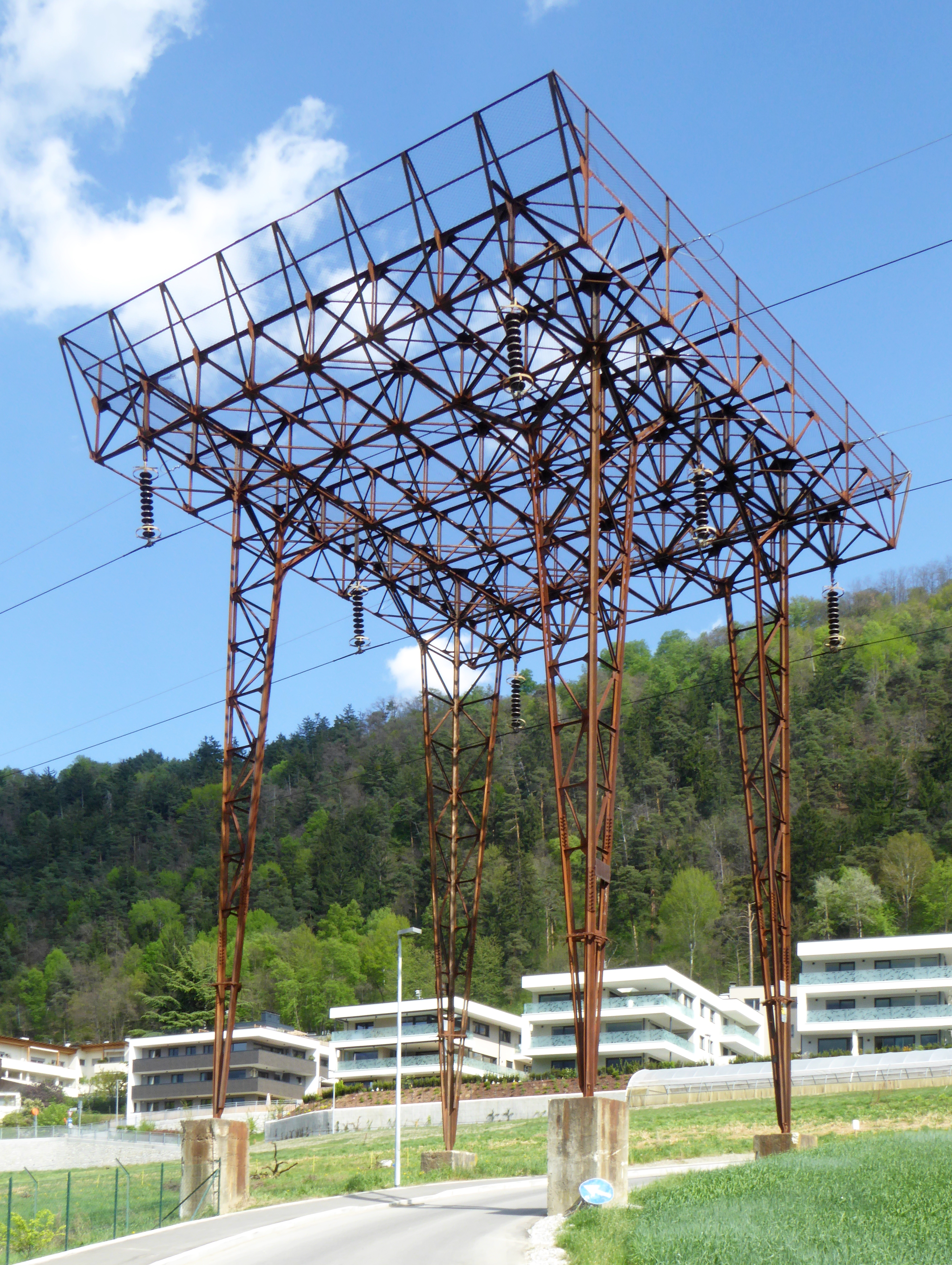
Vierbeinige Schutzbrücke über einem Feldweg in Südtirol
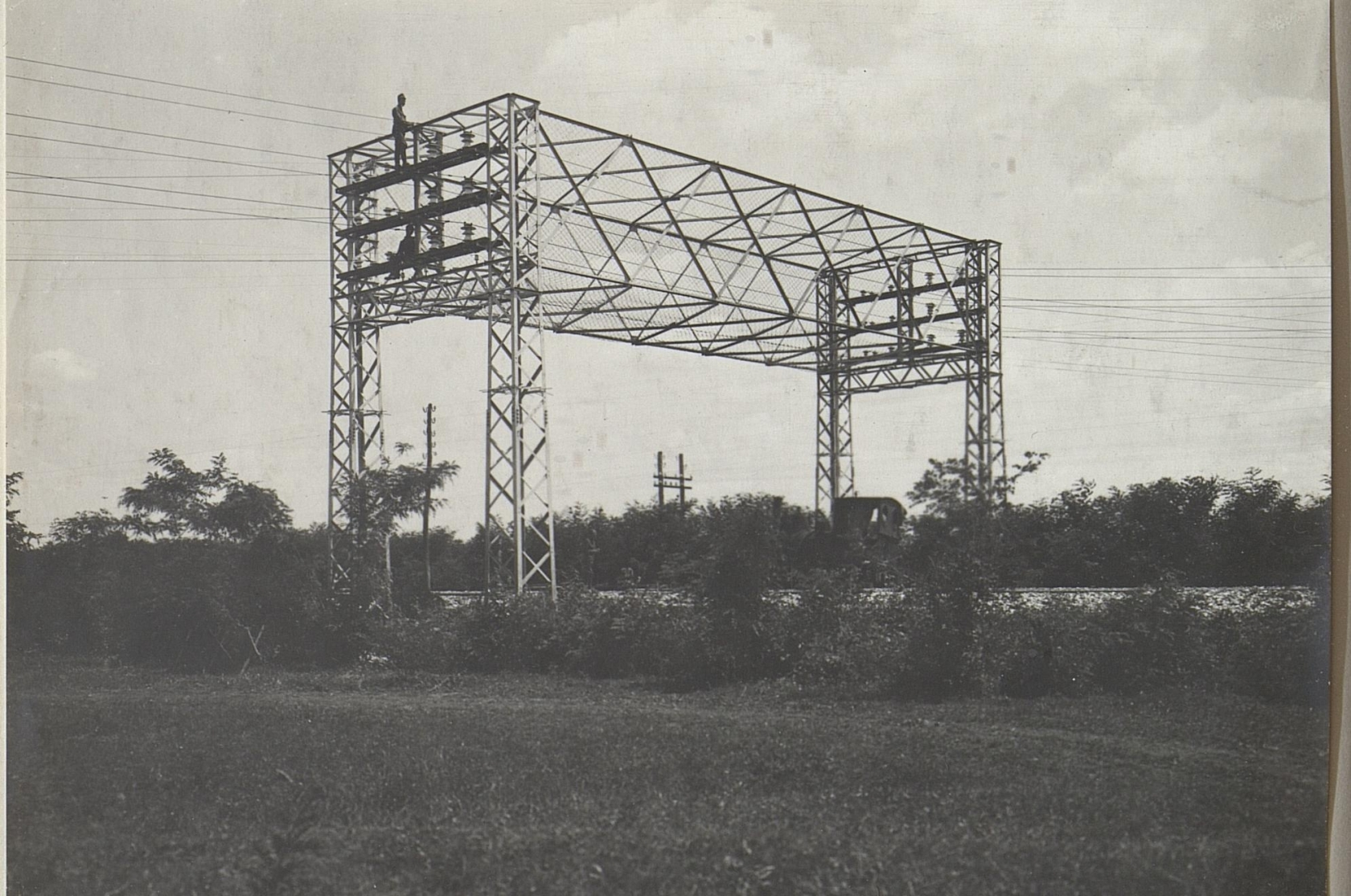
Schutzbrücke über eine Eisenbahnstrecke in Italien